# فابریس سانتورو
 فابریس سانتورو (انگلیسی: Fabrice Santoro؛ زاده ۹ دسامبر ۱۹۷۲) یک تنیس‌باز اهل فرانسه است.